# Diocesi di Sakania-Kipushi
La diocesi di Sakania-Kipushi (in latino Dioecesis Sakaniensis-Kipushiensis) è una sede della Chiesa cattolica nella Repubblica Democratica del Congo suffraganea dell'arcidiocesi di Lubumbashi. Nel 2022 contava 363.000 battezzati su 801.000 abitanti. È retta dal vescovo Gaston Kashala Ruwezi, S.D.B.

## Territorio
La diocesi comprende l'intero territorio di Sakania e parte di quello di Kipushi nella provincia dell'Alto Katanga, nella Repubblica Democratica del Congo.
Sede vescovile è la città di Sakania, dove si trova la cattedrale del Sacro Cuore.
Il territorio si estende su una superficie di circa 40.000 km² ed è suddiviso in 27 parrocchie.

## Storia
La prefettura apostolica di Lwapula superiore fu eretta il 12 maggio 1925 con il breve Supremi apostolatus di papa Pio XI, ricavandone il territorio dalla prefettura apostolica del Katanga (oggi arcidiocesi di Lubumbashi).
Il 14 novembre 1939 per effetto della bolla Si sedulo Evangelii di papa Pio XII la prefettura apostolica fu elevata a vicariato apostolico e assunse il nome di vicariato apostolico di Sakania.
Il 10 novembre 1959 il vicariato apostolico è stato elevato a diocesi con la bolla Cum parvulum di papa Giovanni XXIII.
Il 13 novembre 1976 il territorio di Kipushi fu ceduto dall'arcidiocesi di Lubumbashi alla diocesi di Sakania.
Il 5 marzo 1977 ha cambiato nome in favore di diocesi di Sakania-Kipushi in virtù del decreto Excellentissimus della Congregazione per l'evangelizzazione dei popoli. Contestualmente fu istituita a Kipushi una concattedrale.

## Cronotassi dei vescovi
Si omettono i periodi di sede vacante non superiori ai 2 anni o non storicamente accertati.
- Joseph Sak, S.D.B. † (14 luglio 1925 - 15 marzo 1946 deceduto)
- René van Heusden, S.D.B. † (13 febbraio 1947 - 22 marzo 1958 deceduto)
- Petrus Frans Lehaen, S.D.B. † (12 febbraio 1959 - 15 giugno 1973 dimesso)
  - Sede vacante (1973-1975)
- Elie Amsini Kiswaya † (20 novembre 1975 - 21 dicembre 2001 dimesso)
  - Sede vacante (2001-2004)
- Gaston Kashala Ruwezi, S.D.B., dal 7 aprile 2004

## Statistiche
La diocesi nel 2022 su una popolazione di 801.000 persone contava 363.000 battezzati, corrispondenti al 45,3% del totale.
| anno | popolazione | popolazione | popolazione | presbiteri | presbiteri | presbiteri | presbiteri                | diaconi | religiosi | religiosi | parrocchie |
| anno | battezzati  | totale      | %           | numero     | secolari   | regolari   | battezzati per presbitero | diaconi | uomini    | donne     | parrocchie |
| ---- | ----------- | ----------- | ----------- | ---------- | ---------- | ---------- | ------------------------- | ------- | --------- | --------- | ---------- |
| 1950 | 19.479      | 45.000      | 43,3        | 36         |            | 36         | 541                       |         | 51        | 19        |            |
| 1970 | 72.840      | 148.410     | 49,1        | 122        | 60         | 62         | 597                       |         | 88        | 42        |            |
| 1980 | 75.000      | 160.215     | 46,8        | 41         | 2          | 39         | 1.829                     |         | 52        | 38        | 5          |
| 1990 | 103.000     | 191.000     | 53,9        | 48         | 13         | 35         | 2.145                     |         | 62        | 50        | 7          |
| 1999 | 109.480     | 203.515     | 53,8        | 39         | 13         | 26         | 2.807                     |         | 59        | 47        | 8          |
| 2000 | 109.880     | 203.915     | 53,9        | 47         | 21         | 26         | 2.337                     |         | 63        | 44        | 8          |
| 2001 | 109.975     | 203.995     | 53,9        | 39         | 17         | 22         | 2.819                     |         | 59        | 48        | 8          |
| 2002 | 109.975     | 203.995     | 53,9        | 41         | 20         | 21         | 2.682                     |         | 69        | 46        | 8          |
| 2003 | 109.975     | 203.995     | 53,9        | 44         | 20         | 24         | 2.499                     |         | 73        | 51        | 8          |
| 2004 | 109.975     | 203.995     | 53,9        | 45         | 21         | 24         | 2.443                     |         | 75        | 54        | 8          |
| 2010 | 246.056     | 573.000     | 42,9        | 41         | 21         | 20         | 6.001                     |         | 67        | 56        | 15         |
| 2012 | 290.000     | 639.000     | 45,4        | 43         | 22         | 21         | 6.744                     |         | 60        | 57        | 15         |
| 2017 | 315.000     | 694.000     | 45,4        | 51         | 26         | 25         | 6.176                     |         | 98        | 55        | 16         |
| 2020 | 334.000     | 736.000     | 45,4        | 50         | 22         | 28         | 6.680                     |         | 195       | 38        | 18         |
| 2022 | 363.000     | 801.000     | 45,3        | 50         | 23         | 27         | 7.260                     |         | 193       | 58        | 27         |